# Marcin Leopolita
Marcin Leopolita (ca. 1537 – ca. 1589) è stato un compositore polacco vissuto nel XVI secolo.

## Biografia
Nacque a Lwow, nel Regno di Polonia (attuale Leopoli). Studiò al Collegium Maius dell'Università Jagellonica, probabilmente con il compositore Sebastian z Felsztyna. All'età di vent'anni fece parte dell'ensemble musicale reale alla corte di Sigismondo II, re di Polonia e Granduca di Lituania, diventando compositore di corte nel 1560.
Sono sopravvissute solo quattro sue composizioni: Cibavit eos, Mihi autem, Resurgente Christo e Spiritus Domini. Si tratta di quattro mottetti scritti in latino derivanti da un'unica intavolatura precedentemente appartenente alla società musicologica di Varsavia di cui è rimasta solo una fotografia, in quanto l'originale è andato perduto nella seconda guerra mondiale. Questa intavolatura risale probabilmente al 1580, ed è conosciuta come intavolatura di Martin Leopolita. Molte altre sue opere sono andate perdute, tra cui un ciclo di introiti e sequenze, decine di mottetti e diverse messe. I manoscritti di due delle sue messe in cinque parti, Missa Rorate e Missa de Ressurrectione sono stati conservati, fino al 1909, presso la Cattedrale del Wawel di Cracovia.